# Moincêr
Moincêr, auch Minsar (Men ser, chinesisch 門士鄉 / 门士乡, Pinyin Ménshì xiāng,tibetisch མོན་འཚེར་ Wylie mon 'tsher), ist eine Gemeinde im Westen der Volksrepublik China. Sie gehört zum Verwaltungsgebiet des Kreises Gar, der seinerseits dem Regierungsbezirk Ngari im Autonomen Gebiet Tibet unterstellt ist, und befindet sich etwa 1250 Kilometer westlich von Lhasa. Sie liegt etwa dreißig Kilometer westlich des Sees Mansarovar. Moincêr ist ein Dorf, das als Exklave, wie auch Darchen Labrang, seit den 1640ern zunächst unter bhutanesischer, nicht tibetanischer, Oberhoheit stand. Der Anspruch ging 1842 an Ladakh über, d. h. letztendlich 1846 die Herrscher von Jammu und Kashmir, einem Fürstenstaat Britisch-Indiens, bis 1947.

## Bevölkerung
Moincêr hatte bei der Volkszählung des Jahres 2010 eine Bevölkerung von 2193 Personen. Die Bevölkerungszählung des Jahres 2000 hatte eine Gesamtbevölkerung von 1944 Personen in 443 Haushalten ergeben, davon 965 Männer und 979 Frauen.

## Geschichte
Der ladakhische Fürst Sen-ge Nam-gyal (Sangs gyas rnam rgyal; r. 1590–1640) war von der ruhestiftenden Organisation Bhutans durch Shabdrung Ngawang Namgyel beeindruckt. Er überließ jenem Herrscher acht Dörfer, deren Abgaben die Unterstützung bhutanischer Pilger zum Kailash sichern sollte.
Endgültig festgeschrieben wurde Abtretung im Friedensvertrag von Temisgang 1684. Ein nomineller Tribut war alle drei Jahre an Tibet abzuliefern. Zuvor hatten die Moguln den Fürsten von Ladakh gegen den 5. Dalai Lama, der 1681 in Leh eingefallen war, unterstützt.
Als erster Europäer erwähnte der im Juli 1812 durchgereiste William Moorecroft den Ort. Die an Kashmir 1853 abgelieferte Steuersumme betrug 56 Rupien. Er beschrieb auch das „Dorf“ Darchen Labrang als aus vier Lehmziegelhäusern und 28 Zelten bestehend.
Anfang des zwanzigsten Jahrhunderts erhoben sowohl Bhutan als auch Kashmir Ansprüche. Tibet wollte nur zugestehen, dass es sich nur um in ausländischem Besitz stehende Landgüter handle. Der britische Tibetfeldzug (1903/4) stärkte auch die Position der indischen Fürsten. Die nach Kashmir abgelieferte Steuer erreichte 1905 297 Rs. Der indische Bericht zur Volkszählung 1921 nennt 44 Häuser in denen 87 Männer und 73 Frauen lebten. Der an Tibet fällige Tribut hatte zu dieser Zeit die Form von gewissen Frondiensten und Naturalabgaben angenommen.
Während der Verhandlungen zum sino-indischen Freundschaftsvertrag 1954 (“Five Principles of Peaceful Coexistence”), in Indien “Panchsheel Agreement” genannt, der, auf acht Jahre geschlossen, kurz vor dem Krieg 1962 auslief, war Nehru bereit auf die dortigen Rechte zu verzichten. Die chinesische Seite, akzeptierte dies, war aber zu dieser Zeit noch nicht vollkommener Herrscher über Tibet, so dass aus Minsar bis 1959 Steuern an die Regierung von Jammu und Kashmir abgeliefert wurden. Kushok Bakula Rinpoche, Minister in der Regierung des Staates besuchte den Ort noch 1954. Die bhutanische Regierung bekräftigte ihre Ansprüche durch diplomatische Noten an China im Sommer 1959.
Im Jahre 1966 errichtete die Regierung der Volksrepublik den Bezirk Moincêr (门士区).
Die alten Rechte, seit 1962 de facto nicht mehr bestehend, werden seit Beginn des jüngsten Grenzstreits 2013 zwischen den Mächten in Indien wieder verstärkt thematisiert.

## Administrative Gliederung
Moincêr ist auf Dorfebene in zwei Dörfer gegliedert, nämlich Moincêr (门士村) und Suoduo (索多村).

## Verkehr
Moincêr liegt heute an der Nationalstraße 219.